# Baro (artista)
Cha Sun-woo (hangul: 차선우; hanja: 車善玗; rr: Cha Seon-u; nascido em 5 de setembro de 1992) mais conhecido pelo seu nome artístico Baro (hangul: 바로; rr: Balo), é um cantor, rapper dançarino e ator sul-coreano. Ele foi um integrante do grupo masculino B1A4, optando por cancelar a renovação de seu contrato com a empresa em do grupo em junho de 2018. Em 2014, Baro recebeu aclamação da crítica por seu papel no drama "God's Gift - 14 Days" em que retratou um adolescente com a capacidade mental de um menino de 6 anos de idade.  Ele também ganhou 12 medalhas no Idol Star Athletics Championships com 3 ouros, 7 pratas e 2 bronzes.

## Início da vida
Baro nasceu em Gwangju, Coreia do Sul. Ele tem uma irmã que é quatro anos mais nova que ele (debutando em 2017 com o nome artístico "I"). Quando Baro era um estudante do ensino médio, o negócio de seu pai não deu certo trazendo tempos difíceis para Baro e sua família.
Quando Baro era um trainee, ele pediu um autógrafo ao Yunho do TVXQ e Yunho escreveu "Vamos nos encontrar no palco no futuro!" Dois anos mais tarde, Baro viu Yunho no dia de seu debut e Yunho se lembrou dele que moveu Baro profundamente.

## Carreira

### Pré-debut
Baro foi descoberto pela primeira vez por um representante da empresa que encontrou sua foto postada na homepage de seu amigo no serviço de rede social Cyworld. Em sua audição, Baro cantou "Once I Leave" de Sumi Jo e "The Road to Me" do Sung Si-kyung, além de rap e Beatbox. Baro juntou-se à empresa, treinando pelo menos 2 anos antes de debutar.

### B1A4
artigo principal: B1A4
Após anos de treinamento, Baro se juntou como o rapper principal do B1A4. Em 11 de abril de 2011, a WM Entertainment revelou o Baro como o segundo membro a ser revelado depois de lançar as novidades do B1A4 junto com a foto de Jinyoung. Gongchan, Sandeul e CNU também foram revelados nos próximos dias.
Em 20 de abril de 2011, o B1A4 lançou sua música de debut "OK" e o mini álbum "Let's Fly", fazendo seu debut em 23 de abril de 2011 no Show! Music Core.
Depois de seu debut, B1A4 foi convidado para estrelar no reality show "Match Up" com Block B.  Como um dos projetos para o show, B1A4 filmou um vídeo musical para "못된 것만 배워서 (Only Learned The Bad Things)".

### Controvérsia
Ao aparecer no programa "Please Take Care of My Refrigerator" (episódio de 4 de julho), notou-se que Baro tinha mostrado alguma controvérsia de atitude onde ele era considerado "muito exigente" com alimentos que lhe eram servidos e exibia uma atitude condescendente para com o pessoal e celebridades em torno dele. A WM Entertainment desde então se desculpou pelas ações de Baro durante o show.

## Vida pessoal
Em 5 de junho de 2013, enquanto se preparava para o acompanhamento do single do B1A4 "Starlight's Song", Baro torceu o ligamento do tornozelo. Inicialmente, o grupo iria ajustar sua turnê promocional, dependendo da recuperação do Baro. No entanto, como sua recuperação demorou mais do que esperava, o What's Going On Tour terminou antes do planejado.

## Filmografia

### Filme
| Ano  | Título          | Função                          | Notas                           |
| ---- | --------------- | ------------------------------- | ------------------------------- |
| 2013 | Misaeng prequel | Kim Young-chan                  | curta-metragem                  |
| 2014 | Seven Dwarfs    | Bobo                            | Animado, versão coreano dublado |
| 2015 | That's Not It   | curta-metragem; com Lee Mi-yeon | curta-metragem; com Lee Mi-yeon |

### Séries de TV
| Ano  | Título                | Rede          | Função                 | Notas                  |
| ---- | --------------------- | ------------- | ---------------------- | ---------------------- |
| 2013 | Reply 1994            | tvN           | Binggeure/Kim Dong-jun | Personagem principal   |
| 2014 | God's Gift - 14 Days  | SBS           | Ki Young-gyu           | Personagem principal   |
| 2015 | Persevere, Goo Hae Ra | Mnet          | Robin Cha              | Curta aparição         |
| 2015 | Angry Mom             | MBC           | Hong Sang-tae          | Personagem principal   |
| 2015 | Loss: Time: Life      | Naver TV Cast | Baro                   |                        |
| 2016 | The Master of Revenge | KBS2          | Kim Gil-Do             | Adolescente Kim Gil-Do |
| 2017 | Manhole               | KBS2          | Jo Suk-tae             | Personagem principal   |
| 2018 | Less Than Evil        | MBC           | Chae Dong-yoon         |                        |
| 2019 | Level Up              | MBN           | Kwak Han Chul          |                        |

### Vídeos de música
| Ano  | Título da música | Artista          | Função    |
| ---- | ---------------- | ---------------- | --------- |
| 2012 | "One Year"       | Zia              | Ele mesmo |
| 2013 | "Delight"        | Yoo Ji-ae        | Ele mesmo |
| 2014 | "Some"           | Soyou e JunggiGo | Ele mesmo |

### Aparição em show de variedades
| Year      | Title                                  | Network   | Notes                                |
| --------- | -------------------------------------- | --------- | ------------------------------------ |
| 2011      | Oh My School / 100 Point Out Of 100    | KBS       | Dois episódios finais                |
| 2011-2014 | Idol Athletics Championships           | MBC       |                                      |
| 2011      | MTV Let Me Show                        | SBS       |                                      |
| 2011      | MTV Match Up                           | SBS       |                                      |
| 2011      | MTV Special B1A4 Selca Diary           | SBS       |                                      |
| 2011      | 1000 Song Challenge                    | SBS       |                                      |
| 2012      | Quiz to Change the World               | MBC       | Com CNU                              |
| 2012      | Star King                              | SBS       |                                      |
| 2012      | 1 vs 100                               | KBS2      | Com CNU e Sandeul                    |
| 2012      | Weekly Idol                            | MBC       |                                      |
| 2012      | B1A4 Sesame Player                     | Mnet      |                                      |
| 2012      | Hello Baby                             | KBS 'Joy' |                                      |
| 2012-2013 | Immortal Songs 2                       | KBS       | Episódio 70, 73-74, 78-79, 107       |
| 2013      | Hug                                    | KBS 'Joy' |                                      |
| 2013      | Strong Heart                           | SBS       | Episódio 161-162                     |
| 2013      | Let's Go Dream Team! Season 2          | KBS2      | Episódio 185                         |
| 2013      | We Got Married (Season 4)              | MBC       | Convidado surpresa                   |
| 2013      | All The K-pop                          | MBC       | Episódios 26 e 27                    |
| 2013      | Beatles Code 2                         | Mnet      |                                      |
| 2013      | Hotline                                |           | Season 2 (Episódio 4)                |
| 2013      | Three fools                            | tvN       | Episódio 18 (com Jinyoung e Sandeul) |
| 2013-2014 | You Hee-yeol's Sketchbook              | KBS2      |                                      |
| 2013      | Hidden Singer                          | jTBC      |                                      |
| 2013      | Crisis Escape No.1                     | KBS       |                                      |
| 2014      | Taxi                                   | tvN       |                                      |
| 2014      | Infinite Challenge                     | MBC       | Convidado Ep 383, 384, 385           |
| 2014      | Radio Star                             | MBC       |                                      |
| 2014      | Hello Counselor                        | KBS       |                                      |
| 2014      | Running Man                            | SBS       | Episódio 184, 199                    |
| 2014      | Youth Over Flowers                     | tvN       |                                      |
| 2014      | B1A4's One Fine Day                    | MBC Music |                                      |
| 2014      | Happy Together                         | KBS2      |                                      |
| 2015      | Global Request Show - A Song For You 4 | KBS2      | Episódio 7                           |

## Prêmios e indicações
| Ano  | Prêmio                                       | Categoria                      | Trabalho indicado    | Resultado |
| ---- | -------------------------------------------- | ------------------------------ | -------------------- | --------- |
| 2014 | 50th Baeksang Arts Awards                    | Best New Actor (TV)            | God's Gift - 14 Days | Indicado  |
| 2014 | 50th Baeksang Arts Awards                    | Most Popular Actor (TV)        | God's Gift - 14 Days | Indicado  |
| 2014 | 16th Seoul International Youth Film Festival | Best New Actor                 | God's Gift - 14 Days | Indicado  |
| 2014 | 3rd APAN Star Awards                         | Best New Actor                 | God's Gift - 14 Days | Indicado  |
| 2015 | 2015 MBC Drama Awards                        | Best New Actor in a Miniseries | Angry Mom            | Indicado  |